# Quejas de bandoneón
 Quejas de bandoneón  es un tango instrumental compuesto por Juan de Dios Filiberto en 1918. El autor no encontró interesados en publicarlo, por lo que recién pudo hacerlo, por su cuenta, en 1920. Fue grabado por distintos conjuntos pero el espaldarazo final se produjo en 1944 cuando lo incorporó a su repertorio Aníbal Troilo con un arreglo realizado por Astor Piazzolla.

## El autor
Juan de Dios Filiberto ( Buenos Aires, Argentina, 8 de marzo de 1885 – ídem 11 de noviembre de 1964) fue un célebre músico argentino, de gran importancia para la consolidación del tango como género musical de fama mundial y autor de canciones clásicas como Caminito (1926), Quejas de bandoneón, El pañuelito (1920), Malevaje (1928), Clavel del aire, muchas de ellas de contenido social.

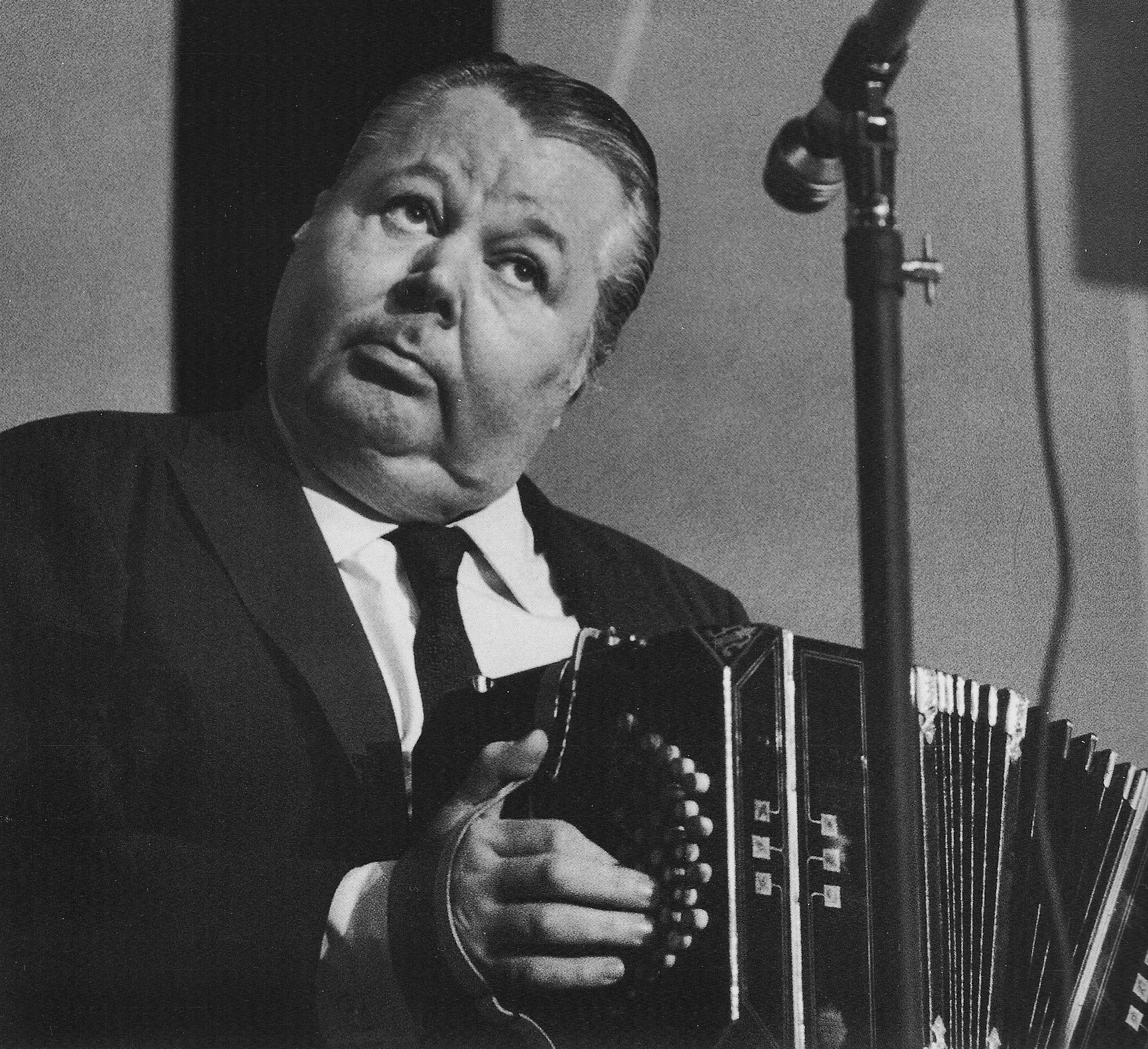
Aníbal Troilo con su bandoneón en 1971

## Historia
Quejas de bandoneón fue compuesto, pese al nombre, para ejecutarse en piano y Filiberto introdujo como novedad el empleo de bajos en el trío (esto es, la melodía para la mano izquierda en el piano). El autor, que por entonces estudiaba en el Conservatorio Williams, lo presentó junto con la obra “Brasil” en el concurso de tangos patrocinado por la Asistencia Pública, en el que Alberto Williams era miembro del jurado, pero el premio lo obtuvo una obra de Athos Palma.
Por esos días el bandoneonista Augusto Berto, que por esos días actuaba en el cabaré L'Abbaye sito en Esmeralda entre Lavalle y Tucumán en un conjunto que completaban el violinista Peregrino Paulos, el flautista Luis Teisseire y el pianista José Sassone, le solicitó a Filiberto alguno de sus tangos para estrenarlo en dicho local con el conjunto que dirigía además de tocar su instrumento. Filiberto le alcanzó la partitura –todavía manuscrita- de Quejas de bandoneón, que obtuvo un rotundo éxito. Como Filiberto no hallaba editor que quisiera publicarlo, lo hizo por su cuenta en 1920.
Fue grabado por distintos conjuntos pero el espaldarazo final se produjo en 1944 cuando lo incorporó a su repertorio Aníbal Troilo con un arreglo realizado por Astor Piazzolla.
Filiberto nunca quiso autorizar a que se le incorporara letra a este tango.

## Grabaciones
Entre otras grabaciones de Quejas de bandoneón  se encuentran las siguientes:
- Rodolfo Biagi con su orquesta, 7 de octubre de 1941 para Odeon.
- Aníbal Troilo con su orquesta, 27 de septiembre de 1944 para RCA Victor.
- Aníbal Troilo con su orquesta, 1952 para TK.
- Pedro Laurenz y su orquesta, 25 de junio de 1952 para el sello Pampa.
- Carlos Di Sarli con su orquesta, 1952 para Music Hall.
- Aníbal Troilo con su orquesta, 16 de diciembre de 1958 para Odeon.
- Osvaldo Pugliese y su orquesta, 14 de junio de 1977 para Odeon.
- José Basso con su orquesta. 1970 en Japón para Music Hall.